# Gamecafé
Gamecafé is het begrip wat een specifiek soort horecagelegenheid aanduidt.
In een gamecafé kan men niet enkel een versnapering gebruiken, maar is er ook de mogelijkheid om tegen betaling gebruik te maken van personal computers of spelcomputers om tegen elkaar of tegen andere gebruikers elders online te spelen. Ook in Nederland zijn door de toenemende behoefte van mensen om niet alleen maar alleen achter de computer te "gamen" maar de ervaring te delen met anderen een aantal gamecafés opgericht.